# Cantone di Béziers-4
Il Cantone di Béziers-4 era una divisione amministrativa dell'arrondissement di Béziers.
A seguito della riforma approvata con decreto del 26 febbraio 2014, che ha avuto attuazione dopo le elezioni dipartimentali del 2015, è stato soppresso.

## Composizione
Comprendeva la parte meridionale della città di Béziers e i comuni di:
- Sauvian
- Sérignan
- Valras-Plage
- Vendres